# کنتوود (لوئیزیانا)
کنتوود (به انگلیسی: Kentwood) شهری در ایالت لوئیزیانا کشور ایالات متحده آمریکا است که جمعیت آن در سرشماری سال ۲۰۱۰ میلادی، ۲٬۱۹۸ نفر بوده‌است.